# Паротяги Львівсько-Чернівецько-Ясської залізниці

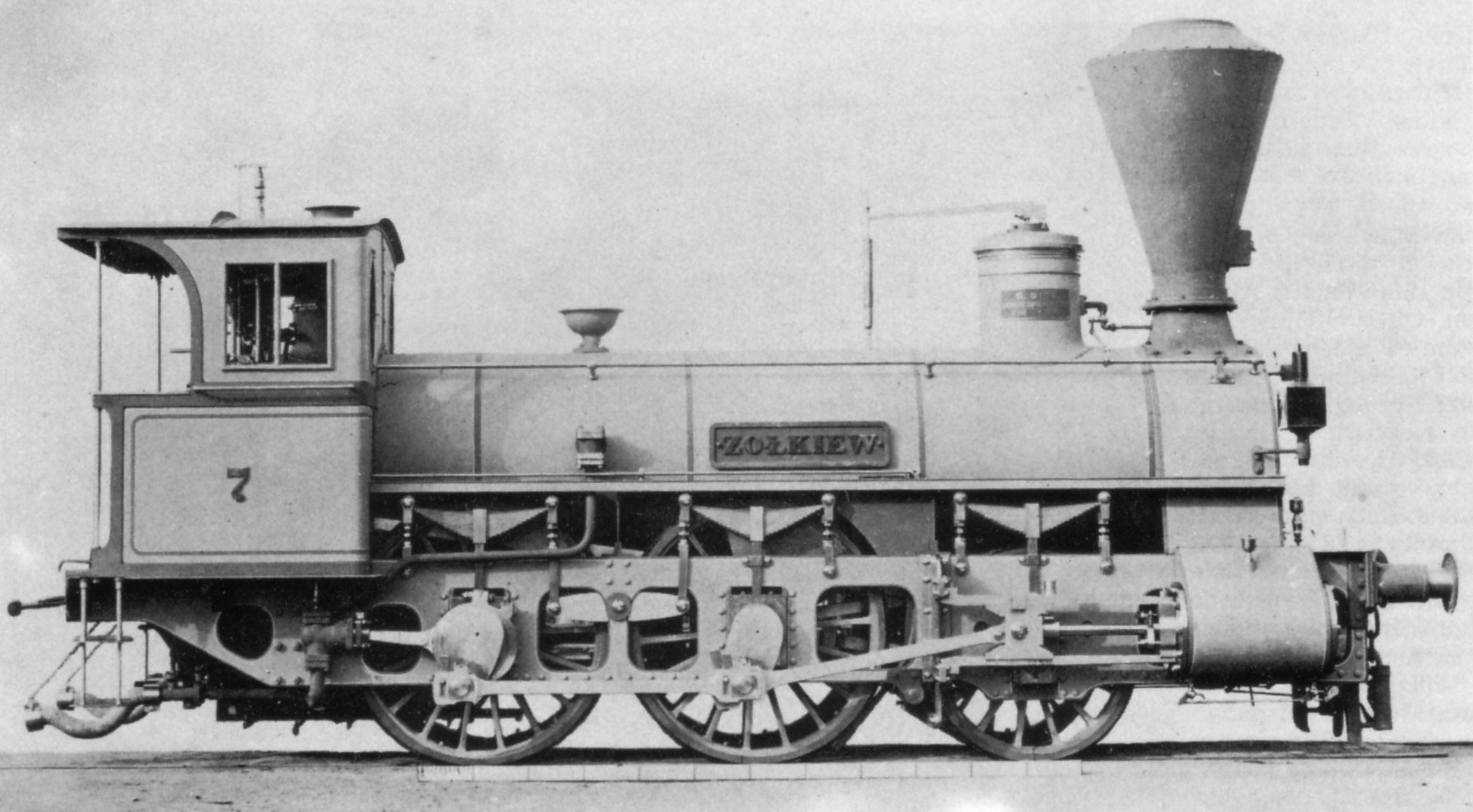
Паротяг «Жовква», Галицької Залізниці імені Карла Людвіга

Паротяги Львівсько-Чернівецько-Ясської залізниці закуповувались для потреб залізниці впродовж 1864—1889 років на паротягобудівних підприємствах Німеччини і Австро-Угорщини та поділялись на 3 основні серії, де індекси означали модифікації залежно від виробника, типу котла.

## Історія
Львівсько-Чернівецько-Ясська залізниця припинила своє існування 1 липня 1889 року. Вся її інфраструктура, рухомий склад перейшли до Ц.к. Державної залізниці (нім. k.k. Staatsbahnen). Для позначення паровозів вживалось скорочення назви залізниці (LCJE), номер серії (I—IV) і номер паротяга. Після одержавлення застарілі і зношені паротяги вивели з експлуатації, а решта отримала нові позначення серії, порядкові номери. На державній залізниці номер серії визначав тип локомотиву (1886—1904). Ці паротяги експлуатувались переважно до початку ХХ ст. і лише найновіші моделі використовувались в час війни. Незначна кількість колишніх паротягів Галицької залізниці імені Карла Людвіга залишалась на залізницях новоутворених країн після завершення війни.
- 1–9 — експрес-локомотиви
- 10-29 — пасажирські локомотиви
- 30-68 — вантажні локомотиви з трьома привідними осями
- 90–99 — танк-паротяги з трьома привідними осями

Також використовувались тендери серій 20, 21, а для kkStB це були:
- 10–29: — з трьома осями і запасом до 10 м ³ води.

### Паротяги Львівсько-Чернівецько-Ясської залізниці
|    |            |                      |                                                         |                                              |                                                      |
| №  | LCJE*      | Роки експлуатації    | Кількість                                               | Завод-виробник                               | kkStB**                                              |
| 1  | LCJE ІІа   | 1855-1892            | 1 (№ 103—104)                                           | Lokomotivfabrik der StEG. Відень             | KkStB 1401                                           |
| 2  | LCJE ІІІа  | 1866 — 1908          | 10 (№ 18–27)(«PIORUN»-«ZMROK»)                          | Lokomotivfabrik der StEG. Відень • Sigl      | KkStB 18.01–05.                                      |
| 3  | LCJE ІІІа' | 1865 — до 1918       | 4 (№ 101—104)                                           | Lokomotivfabrik der StEG                     | kkStB 9501–9503                                      |
| 4  | LCJE IIIb  | 1866/70 — 1908       | 8 (№ 46–48, 46–48)                                      | Sigl. Відень • Neilson & Co. Глазго          | KkStB 18.06–13.                                      |
| 5  | LCJE IIId  | 1873 — 1918          | 4 (№ 28-31)                                             | Wiener Neustädter Lokomotivfabrik            | kkStB 19.08–11                                       |
| 6  | LCJE ІІІе  | 1883 — 1920-і рр.    | 5 (№ 24–28) («BURZA»…) (2'B n2)***                      | Wiener Neustädter Lokomotivfabrik.           | kkStB 1.124 — 128, з 1905 kkStB1.24–28               |
| 7  | LCJE IV    | -1922/38             | 12 (№ 28-33, 40-45) («SUCEAVA»…"MIHĂILENI")             | Société de Construction des Batignolles •    | CFR 201—206                                          |
| 8  | LCJE IVd   | 1866/87 — 1920-і рр. | 33 (№ 1–17, 35–39, 58–63, 68-69, 81–83) («CZERNOWITZ»…) | Sigl. Відень                                 | kkStB 40.01–30                                       |
| 9  | LCJE IVe   | 1872/84 — 1890-і рр. | 7 (№ 64–67, 155—157) («BORTNIKI»…)                      | Wiener Neust. Lokomotivfabrik • Sigl. Відень | kkStB 48.37–43;                                      |
| 10 | LCJE IVf   | 1876/78 — 1933/52    | 8 (№ 70-77))                                            | LOFAG. Відень                                | kkStB 171.22-28                                      |
| 11 | LCJE       | 1886 — 1923          | 1 (№ 104 «HATNA»)                                       | Krauss.Linz.                                 | kkStB94.34                                           |
| 12 | LCJE       | 1893 — 1940          | 8 (№ 538, 550/51, 561, 564/65, 594/95)                  | Wiener Neustädter Lokomotivfabrik            | kkSt 4.138, .150, .156, .161, .164, .165, .194, .195 |
| 13 | KkStB 97   | 1891                 | 3 (№)                                                   | Wiener Neust. Lokomotivfabrik                | 97.53, .54, 55                                       |